# Abtswind
Abtswind (i daglig tale: Abschwinn) er en købstad (markt) i Landkreis Kitzingen Regierungsbezirk Unterfranken i den tyske delstat Bayern. Den er en del af Verwaltungsgemeinschaft Wiesentheid.

## Historie
Byen er formodentlig grundlagt af Kloster Münsterschwarzach som byen hørte under, indtil det 15. århundrede, da slægten Fuchs von Dornheim overtog området. Sennere var ejerskabet delt mellem Kloster Ebrach og greveslægten Castell. Efter sekulariseringen i 1803 og mediatiseringen af greverne i 1806, begge til gunst for Bayern, blev byen i 1810 via storhertugdømmet Würzburg overladt til Ferdinand af Toskana, før den med Paris-traktaten 1814 kom tilbage til Bayern.